# Fusō (Aichi)
Fusō (扶桑町 Fusō-chō?) es un pueblo localizado en la prefectura de Aichi, Japón. En octubre de 2019 tenía una población estimada de 34.144 habitantes y una densidad de población de 3.051 personas por km². Su área total es de 11,19 km².

## Geografía

### Localidades circundantes
- Prefectura de Aichi
  - Inuyama
  - Kōnan
  - Ōguchi
- Prefectura de Gifu
  - Kakamigahara

## Demografía
Según los datos del censo japonés, esta es la población de Fusō en los últimos años.
| 1995   | 2000   | 2005   | 2010   | 2015   |
| ------ | ------ | ------ | ------ | ------ |
| 30.254 | 31.728 | 32.535 | 33.558 | 33.806 |